# Якушов, Александр Васильевич
Александр Васильевич Якушов (23 июня 1905, станица Алексеевская, область Войска Донского, Российская империя — 26 октября 1979, Киев, СССР) — советский военачальник, генерал-лейтенант (1955).

## Биография
Родился 23 июня 1905 года в станице Алексеевская, ныне в Алексеевском районе, Волгоградская область, Россия. Русский.

## Военная служба

### Довоенное время
15 ноября 1927 года был призван в РККА Кропоткинским военкоматом и зачислен в команду одногодичников 65-го стрелкового полка 22-й Краснодарской стрелковой дивизии СКВО в городе Новороссийск. По прохождении курса обучения в октябре 1928 года поступил курсантом на последний курс Владикавказской военной пехотной школы. В 1929 году курсантом принимал участие в ликвидации бандитизма в Северной Осетии.
По окончании школы в сентябре 1929 года назначен в 82-й стрелковый полк 28-й стрелковой дивизии этого же округа в городе Грозный. Здесь прослужил девять лет на должностях: и. д. командира взвода и врид командира роты, командира взвода полковой школы, начальника полковой школы, командира разведывательной роты. В его составе в январе — августе 1930 года участвовал в ликвидации бандформирований в Чечне. В 1935 году полк и дивизия были переформированы в горнострелковые. С сентября 1938 года Якушов — и. д. начальника учебно-строевой части курсов младших лейтенантов при 28-й горнострелковой дивизии в городе Орджоникидзе, с февраля 1939 года назначен помощником начальника 1-й части штаба дивизии. В мае 1939 года капитан Якушов зачислен слушателем в Военную академию РККА им. М. В. Фрунзе.

### Великая Отечественная война
В начале войны в августе 1941 года был досрочно выпущен из академии и в октябре назначен командиром 282-го запасного лыжного полка в составе 54-й бригады в городе Киров. В декабре там же переведен на должность командира 482-го стрелкового полка 131-й стрелковой дивизии. В январе 1942 года майор Якушов был назначен начальником штаба 28-й стрелковой дивизии (2-го формирования), находившейся на формировании в АрхВО в городе Котлас. В мае того же года дивизия вошла в состав 3-й ударной армии Калининского фронта, в боевых действиях не участвовала, занималась боевой учёбой. С августа 1942 года Якушов и. д. заместителя начальника штаба по ВПУ 3-й ударной армии, в этом же году вступает в ВКП(б).
2 ноября 1942 года вступил в командование 31-й отдельной курсантской бригадой этих же армии и фронта. В этой должности участвовал в Великолукской наступательной операции. Особо отличился в декабре 1942 года в боях севернее города Великие Луки. В течение 18 суток бригада отражала атаки 8-й танковой дивизии немцев, поддержанных авиацией (до 25 самолётов). Противник понес здесь большие потери — до 2500 человек убитыми, 43 подбитых танка. Упорной обороной бригада сорвала попытки противника прорваться к окруженному гарнизону немцев в город Великие Луки. За эти бои подполковник Якушов был награждён орденом Красного Знамени, а 5 февраля 1943 года ему было присвоено воинское звание полковник. Как лучший командир он был выдвинут на должность командира дивизии.
В июле он был зачислен в резерв Ставки ВГК, затем назначен командиром 381-й стрелковой дивизии 3-й ударной армии Калининского фронта. В сентябре того же года дивизия принимала участие в Духовщино-Демидовской наступательной операции. С октября она входила в состав 4-й ударной армии этого же Калининского (с 20 октября 1943 г. — 1-го Прибалтийского) фронта и участвовала в Невельской наступательной операции, в освобождении города Невель. В декабре дивизия успешно действовала в Городокской наступательной операции, в разгроме городокской группировки противника. 17 января 1944 года Якушову присвоено воинское звание генерал-майор. В мае 1944 года она вошла в состав 97-го стрелкового корпуса 21-й армии Ленинградского фронта, затем в июне была подчинена 98-му стрелковому корпусу и участвовала в Выборгской наступательной операции. С конца сентября дивизия в составе этого же корпуса 2-й ударной армии вела боевые действия на 2-м Белорусском фронте. До января 1945 года она находилась в резерве фронта, затем участвовала в Восточно-Прусской и Млавско-Эльбинской наступательных операциях. С февраля 1945 года её части успешно действовали в Восточно-Померанской наступательной операции, при овладении городами Эльбинг (Эльблонг), Грудзендз и Данциг (Гданьск). С 5 мая дивизия вошла в 19-ю армию этого же 2-го Белорусского фронта и участвовала на заключительном этапе Берлинской наступательной операции.
За время войны комдив Якушов был шесть раз персонально упомянут в благодарственных в приказах Верховного Главнокомандующего.

### Послевоенное время
С июля 1945 года генерал-майор Якушов командовал 18-й стрелковой дивизией в СГВ, которая стояла на острове Борнхольм в Дании. В июне 1946 года она была выведена на материк и расформирована, а Якушов 18 августа того же года был назначен командиром 18-й отдельной гвардейской стрелковой бригады Московском военном округе в городе Козельск.
С декабря 1946 года по февраль 1949 года находился на учёбе в Высшей военной академии им. К. Е. Ворошилова, по окончании назначен начальником Управления боевой и физической подготовки БВО. С мая 1952 года командовал 41-м стрелковым корпусом, с июля 1954 года вновь был помощником командующего войсками, он же начальник Управления боевой подготовки этого же округа (с 18 апреля 1957 г. — заместителем командующего войсками, он же начальник Управления боевой подготовки округа).
В январе 1958 года генерал-лейтенант Якушов назначен командующим 28-й армией БВО.
В 1959 году избирается делегатом XXI (внеочередного) съезда КПСС и депутатом Верховного Совета Белорусской ССР.
С октября 1960 года Якушов и. д. представителя по боевой подготовке Главного командования ОВС государств — участников Варшавского договора в Чехословацкой народной армии.
В ноябре 1963 года генерал-лейтенант Якушов уволен в запас по болезни.
После отставки проживал в Киеве.
Умер 26 октября 1979 года, похоронен на Лукьяновском военном кладбище в Киеве.

## Награды
- орден Ленина (20.04.1953[4])
- четыре ордена Красного Знамени (30.01.1943[5], 03.01.1944[6], 21.06.1944[7], 06.11.1947[4]);
- орден Кутузова II степени (10.04.1945[8]);
- орден Александра Невского (31.05.1945[9]);
- орден Красной Звезды (03.11.1944[4])
- медали в том числе:
  - «За Победу над Германией в Великой Отечественной войне 1941—1945 гг.»;
  - «За взятие Кёнигсберга»;
  - «Ветеран Вооружённых Сил СССР»;

Приказы (благодарности) Верховного Главнокомандующего, в которых отмечен А. В. Якушов.
- За овладение городом и крупной железнодорожной станцией Териоки, важным опорным пунктом обороны противника Яппиля и захват свыше 80 других населённых пунктов. 11 июня 1944 года № 112.
- За переход в наступление на двух плацдармах на западном берегу реки Нарев, севернее Варшавы, прорыв глубоко эшелонированной обороны противника и овладение сильными опорными пунктами обороны немцев городами Макув, Пултуск, Цеханув, Нове-Място, Насельск. 17 января 1945 года № 224.
- За овладение штурмом городом Эльбинг — крупным узлом коммуникаций и мощным опорным пунктом обороны немцев на правом берегу Вислы, прикрывающим подступы к Данцигской бухте. 10 февраля 1945 года. № 271.
- За овладение городом и крепостью Грудзёндз (Грауденц) — мощным узлом обороны немцев на нижнем течении реки Висла. 6 марта 1945 года. № 291.
- За овладение городами Гнев (Меве) и Старогард (Прейсиш Старгард) — важными опорными пунктами обороны немцев на подступах к Данцигу. 7 марта 1945 года. № 294.
- За овладение городом и крепостью Гданьск (Данциг) — важнейшим портом и первоклассной военно-морской базой немцев на Балтийском море. 30 марта 1945 года. № 319.

Других государств
- Командор 1-го класса ордена Данеброга  (Дания) (1945)
- Медаль Свободы (Дания) (1945)
- Медаль «За Одру, Нису и Балтику» (ПНР) (1945)
- Медаль Победы и Свободы (ПНР) (1945)